# Xin Xin (panda)
Xin Xin (新新, Ciudad de México, 1 de julio de 1990) es una panda gigante mexicana. Reside en el zoológico de Chapultepec, donde se le denominó como «embajadora de la vida silvestre».

## Biografía
Nació el 1 de julio de 1990 en el zoológico de Chapultepec de Ciudad de México, siendo procreada por inseminación artificial a través de la cruza entre Tohuí y Chia Chia, originario del zoológico de Londres. Su alumbramiento la hizo ser el único panda gigante del mundo en no pertenecer a China.
Tras varios intentos fallidos por hacerla concebir una cría, se convirtió en la última panda perteneciente a México, así como el único panda gigante de Latinoamérica. Al cumplir 35 años de edad el 1 de julio de 2025, se volvió una de los pandas más longevos del mundo, al sobrepasar la esperanza de vida de su especie.